# Jan Ullrich
Jan Ullrich (n. 2 decembrie 1973, Rostock, RDG) este un fost ciclist german. Jan Ullrich este singurul ciclist german care a câștigat Turul Franței (1997). Pe lângă aceasta a fost de 5 ori pe locul doi, o dată pe locul pe locul 4 la Turul Campionilor Mondiali la amatori. În anul 2000 câștigă la individual Campionatul Olimpic de ciclism rutier. În anul 2006, este implicat și el în scandalul "Fuentes" de doping din Spania, cea ce a dus la excluderea sa de la Turul Franței și la suspendarea lui. În februarie 2012 Tribunalul Sportiv Internațional (CAS) a declarat ca  fiind dovedită legătura lui Ullrich cu medicul spaniol Eufemiano Fuentes, și în consecință a anulat retroactiv toate succesele sportive ale ciclistului german începând cu 1 mai 2005.